# Semonzo
Semonzo (Semons in veneto) è una frazione del comune italiano di Borso del Grappa, in provincia di Treviso.

## Geografia fisica
Si colloca nella zona occidentale del comune, verso il confine con Romano d'Ezzelino e ai piedi del massiccio del Grappa, tra l'imboccatura della valle Cornosega (a nordest) e quella della valle di Santa Felicita (a ovest). L'area presenta pendenze piuttosto marcate e alcuni modesti rilievi; tra tutti spicca La Rocca, collina di 266 m s.l.m. che si innalza a sud del paese.

## Storia
Le più antiche testimonianze storiche rinvenute a Semonzo sono alcuni sepolcreti paleoveneti. In epoca romana il territorio fu centuriato (come si nota tuttora) e fece probabilmente parte del pagus Misquilensis citato sulla tomba di Caio Vettonio rinvenuta a Sant'Eulalia.
L'intitolazione della chiesa a san Severo ne colloca le origini tra il tardo Impero Romano e l'invasione longobarda, durante la predominanza politica della città di Ravenna. Alla presenza dei Longobardi si rimanda invece il culto per san Martino, che fu patrono della chiesetta annessa al castello.
La prima notizia scritta, tuttavia, è più tarda e risale al 1085, in una donazione all'abbazia di Sant'Eufemia di Villanova, presso l'attuale Abbazia Pisani. Il toponimo è ricordato come Submontio e indica chiaramente la collocazione alle pendici del monte Grappa.
Nella bolla Justis fratrum del 1152 compare un accenno alla scomparsa rocca di Semonzo (arcem de Sumozio) che veniva confermata tra i possedimenti del vescovo di Treviso. Il prelato deteneva il potere temporale sulla zona, anche se dal punto di vista ecclesiastico ricadeva nella diocesi di Padova; negli anni successivi la sua autorità venne progressivamente sostituita da quella del Comune di Treviso, al quale il paese restò legato sino alla conquista della Serenissima.
Del periodo veneziano va soprattutto ricordato il terremoto di Santa Costanza che, il 25 febbraio 1695, devastò tutto l'Asolano; a Semonzo, su duecento abitazioni, se ne contarono venti distrutte, mentre tutte le altre risultarono pericolanti. Dopo la caduta della Repubblica e l'instaurazione del governo napoleonico Semonzo fu creato comune autonomo, confluendo in quello di Borso nel 1808.

## Monumenti e luoghi d'interesse

### Chiesa parrocchiale
È intitolata a san Severo di Ravenna e a una santa Brigida di difficile identificazione. Fu costruita nel 1756 su progetto di Giovanni Miazzi in sostituzione della precedente, gravemente danneggiata durante il terremoto del 1695. Da una mappa dell'anno successivo sappiamo che questa era orientato verso oriente, mentre l'edificio attuale si rivolse a nord.
Ha linee neoclassiche molto equilibrate. L'interno, a navata unica, è decorato agli angoli con i Quattro evangelisti, affreschi eseguiti da un anonimo di scuola piazzettesca. Sopra la porta detta "della Cenghia" (si rivolge all'omonima borgata) ha trovato posto una Visitazione di scuola bassanesca, in origine situata su un altare della vecchia parrocchiale. Un cenno meritano anche le tavole della Via Crucis, risalenti al Settecento.
Il presbiterio presenta alle pareti due grandi tele di Giuseppe Poppini, l'Ultima cena (1835) e la Raccolta della manna nel deserto (1858). Dello stesso artista la pala dell'altare maggiore, San Severo con la chiesa sullo sfondo. Il tutto è completato dal bel coro ligneo.
Interessante l'organo di Gaetano Callido. La lunetta e il soffitto che lo sovrastano recano rispettivamente un'Allegoria della Religione e la Gloria di san Severo di Antonio Zucchi (XVIII secolo). Infine, in sagrestia si conserva un altro lavoro del Puppini, la Madonna con le anime purganti.
Il campanile fu concluso nel 1907 su disegno di Augusto Zardo. In occasione della Pasqua 1987 le tre vecchie campane furono sostituite da sei nuove fuse dalla ditta De Poli di Vittorio Veneto.

### Valle di Santa Felicita

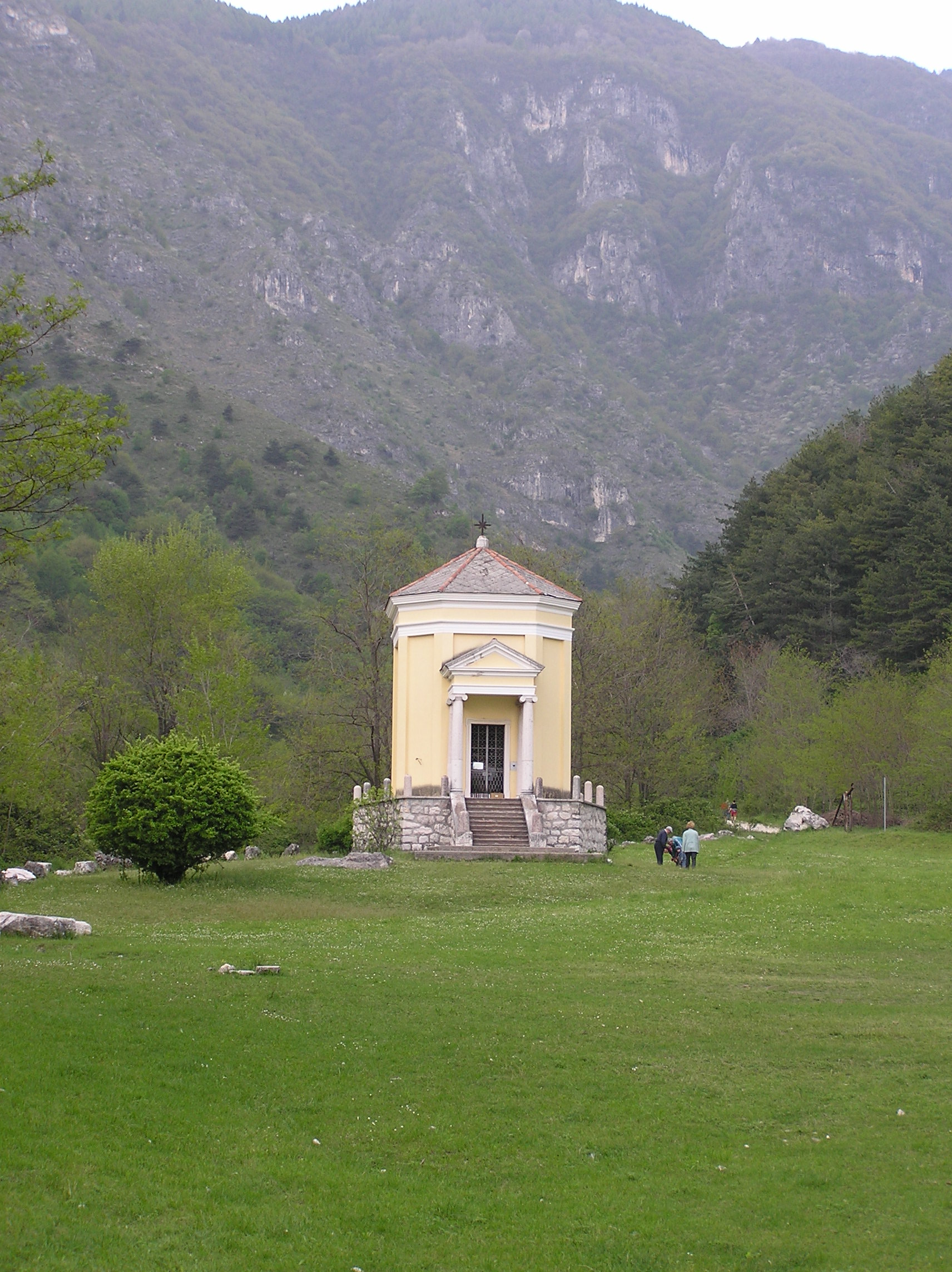
Sacello in valle di Santa Felicita.

Si apre a ovest del paese, sviluppandosi in direzione nord all'interno del massiccio del Grappa. Al comune di Borso appartiene solo il versante orientale, mentre quello occidentale è sotto Romano d'Ezzelino.
Oltre che escursionistica e naturalistica, la valle ha una certa importanza storica in quanto, sin dall'XI secolo, vi sussisté un monastero di benedettine, convertito verso l'inizio del Quattrocento in cenobio gerolimino. Secondo una leggenda, nel 1636 gli eremiti, a causa della loro cattiva condotta, vennero puniti dalla giustizia divina con una disastrosa alluvione, che distrusse il complesso e trascinò a valle, lungo il torrente Giaron, un'effigie della Vergine; da allora essa viene venerata nella parrocchiale di Mussolente come la "Madonna dell'Acqua".
Del monastero oggi resistono un pozzo (detto, non a caso, "dei Frati") e, poco più a nord, il capitello della Madonna del Buon Consiglio, eretto nel 1815 in luogo di un manufatto più antico.